# Nikolaus Himmelmann
Nikolaus Himmelmann (auch Nikolaus Himmelmann-Wildschütz, * 31. Januar 1929 in Münster; † 19. Dezember 2013 in Bonn) war ein deutscher Klassischer Archäologe.

## Leben
Himmelmann studierte zunächst Naturwissenschaften, dann Klassische Archäologie an den Universitäten Marburg, Basel und München, wo er 1954 bei Ernst Buschor promoviert wurde. Anschließend arbeitete er als Wissenschaftlicher Mitarbeiter an den Staatlichen Antikensammlungen in München. Nach einer Forschungsreise als Stipendiat des Deutschen Archäologischen Instituts 1955/56 arbeitete er ab 1956 als Assistent am Archäologischen Seminar der Universität Marburg, wo er sich 1958 habilitierte. 1962 wurde er Professor für Klassische Archäologie an der Universität des Saarlandes – mit 33 Jahren jüngster Vertreter des Fachs in Deutschland. 1966 wechselte er an die Universität Bonn, wo er 1994 emeritiert wurde. Von 1963 bis zu seiner Emeritierung gehörte er der Zentraldirektion des Deutschen Archäologischen Instituts an, ab 1972 als Stellvertreter des Präsidenten in wissenschaftlichen Fragen. Von 1972 bis 1979 war er zudem Gutachter der Deutschen Forschungsgemeinschaft für das Fach Klassische Archäologie.
Himmelmann war Mitglied mehrerer wissenschaftlicher Akademien:
- 1967 ordentliches Mitglied der Akademie der Wissenschaften und der Literatur in Mainz (seit 1974 korrespondierendes Mitglied)
- 1974 ordentliches Mitglied der Nordrhein-Westfälischen Akademie der Wissenschaften und der Künste
- 1986 Corresponding Fellow der British Academy
- 2003 Mitglied der Accademia dei Lincei

Von 1966 bis 1977 war Himmelmann als Vertreter der Klassischen Archäologie Mitherausgeber des Gnomon. Für seine Verdienste erhielt er am 25. Oktober 1993 das Komturkreuz des Verdienstordens der Italienischen Republik. Die Universitäten Athen und Thessaloniki verliehen ihm 1987 und 1996 die Ehrendoktorwürde.
Sein Sohn Nikolaus ist Sprachwissenschaftler, sein Sohn Philipp  Opernregisseur.

## Wirken
Himmelmann war weder in seiner Lehre noch in seiner Forschung auf eine bestimmte Epoche festgelegt.  Er umschloss insbesondere in der Forschung den gesamten Zeitraum der griechisch-römischen Antike, wandte sich aber auch dem Alten Ägypten und der Kunst des Mittelalters und der Neuzeit zu. Antike Plastik, Kleinkunst und Vasenmalerei bildeten die von ihm bevorzugt behandelten Materialgattungen. Geprägt von der Stilforschung Ernst Buschors und beeinflusst von der archäologischen Strukturforschung, die in Marburg durch Friedrich Matz einen prominenten Vertreter der Nachkriegszeit hatte, fand er in der Auseinandersetzung mit beiden seinen eigenen Weg. 
Bereits 1960 setzte er dem Entwicklungsbegriff Buschors, der – von Stefan George und Oswald Spengler beeinflusst – Stilentwicklung als etwas Überpersönliches begriff, seine eigenen Vorstellungen entgegen. Stil war hierbei Ausdruck komplexer, Gesellschaft und Religion umfassender, aber auch durch psychologische Determinanten bestimmter Phänomene.
Schon früh fand er ein Thema, das seine Forschungen immer wieder bestimmen sollte: Das antike Bild der Götter. Die Tatsache, dass opfernde Götter ab spätarchaischer Zeit ein gängiger Topos waren, deutet er als Hinweis, dass die Darstellung das Wesen, die Idee von der Gottheit im platonischen Sinne als Wesensschau zum Ausdruck bringt – ein Gedanke, den er in seiner weiteren Forschung mit dem Ergebnis vertiefte, nicht die Götter seien im griechischen Denken anthropomorph, vielmehr seien die Menschen theomorph.
In der Auseinandersetzung mit Matz beginnt in seiner Marburger Zeit seine „homerische“ Epoche. Eine Reihe von Schriften zur Kunst der geometrischen Zeit entstand, unter denen Der Mäander auf geometrischen Gefäßen eine besondere Stellung einnimmt. Das geometrische Muster des Mäanders in seinen verschiedensten Ausprägungen erkannte er als Abstraktion der Ranke, was ihm die Deutung fast aller geometrischer Muster als symbolische Darstellung von Pflanzen eröffnete. Das Symbolische und seine hermeneutische Erschließung, die weite Teile seiner Forschung bestimmen, traten bereits in seinen frühen Schriften zutage.
Es folgte die Hinwendung zur Kunst des Hellenismus und der römischen Kaiserzeit. Sarkophagstudien, die Beschäftigung mit dem antiken Porträt und Genrestudien führten zu Forschungen, die etwa der idealen Nacktheit oder dem Realismus in der griechischen Kunst gewidmet waren.
Den Realismus griechischen Kunstschaffens, der mit Porträt und Darstellung griechischer Banausoi auf Votivreliefs ab klassischer Zeit in Erscheinung tritt, interpretierte Himmelmann als Bescheidenheit, als Sophrosyne, ihrer Auftraggeber. Dies führte Himmelmann zu der Erkenntnis, dass Religiosität entgegen der vorherrschenden Lehrmeinung, die von einer Entreligiösierung gebildeter Kreise mit der einsetzenden Klassik ausging, weiterhin treibende Kraft im gesellschaftlichen Leben der Griechen klassischer und hellenistischer Zeit war. Wurzeln dieses Realismus verortete er in der Kunst des Alten Ägypten und er hob hervor, dass das realistische Porträt in der griechischen Kunst ganz andere Funktionen hatte, als es unserer heutigen Sicht selbstverständlich ist. Dem Religiösen in der griechischen Kunst widmet er auch seine Studien zum antiken Tieropfer.
Als Inhaber des Bonner Lehrstuhls war Himmelmann zugleich Direktor des Akademischen Kunstmuseums. Hier widmete er sich zunächst wie sein Vorgänger Ernst Langlotz dem Wiederbau und der Anschaffung antiker Originale für die Sammlung. Konfrontiert mit den Auswüchsen und Schattenseiten des Kunsthandels mit Antiken, wandte er sich mit Bestimmtheit gegen die damalige Praxis. Seine Einstellung legte er wiederholt schriftlich nieder. 1989 gelang es ihm, die Großbronzen vom Quirinal für eine viel beachtete Ausstellung nach Bonn zu holen.
Himmelmann entwickelte in Bonn eine äußerst fruchtbare Lehre, zahlreiche Lehrstühle wurden und werden von seinen Schülern und Schülerinnen eingenommen. Zugleich war er ein streitbarer Forscher, der etwa in der Kontroverse um die Statuengruppe von Sperlonga und den Laokoon im Vatikan klar Stellung bezog und seine Meinung mit Nachdruck vertrat.

## Nekrologe
- Helmut Kyrieleis: Alltag der griechischen Götter. Von Musen lernen: Zum Tod des klassischen Archäologen Nikolaus Himmelmann. In: Frankfurter Allgemeine Zeitung vom 29. Januar 2014, Nr. 24, S. N3.
- Harald Mielsch: Prof. Dr. Nikolaus Himmelmann (30.01.1929 – 19.12.2013). In: Kölner und Bonner Archaeologica. Band 3, 2013, S. 5–6; ders. in: Bonner Jahrbücher. Band 213, 2013, S. 3–7.
- In memoriam Nikolaus Himmelmann (30.01.1929 – 19.12.2013). Reden gehalten bei der Akademischen Gedenkfeier am 8. Januar 2016 im Hörsaal des Akademischen Kunstmuseums (= ALMA MATER – Beiträge zur Geschichte der Universität Bonn. Band 109.) Bouvier, Bonn 2016, ISBN 978-3-416-03395-4.
- Stefan Lehmann: Kassiber an den Doktorvater. Erinnerungen zum dritten Todestag des Bonner Archäologen Nikolaus Himmelmann. In: Bulletin Antieke Beschaving – Annual Papers on Mediterranean Archaeology. Band 91, 2016, S. 247–258.